# Robinsons (Terre-Neuve-et-Labrador)
Robinsons est une communauté, située sur l'Île de Terre-Neuve, dans la province de Terre-Neuve-et-Labrador, au Canada.